# شوتاکون
شوتاکون (ショタコン shotakon) کوتاه شده عبارت شوتارو کامپلکس (به ژاپنی: 正太郎コンプレックス shōtarō konpurekkusu)، یک واژهٔ عامیانه ژاپنی که برای توصیف تمایل دختران/پسران بزرگ‌سال به آمیزش جنسی با پسران جوان به کار برده می‌شود. اما در خارج از کشور ژاپن از این اصطلاح کمتر به این معنا استفاده می‌شود. این واژه به سبکی از مانگا و انیمه اشاره دارد که شخصیت‌های بالغ یا زیر سن قانونی مذکر به شیوه‌ای شهوانی در حال انجام آمیزش جنسی به تصویر کشیده می‌شوند که در آن شخصیت مرد ممکن است با یک شریک مذکر آمیزش کند، معمولاً به شیوهٔ کشش جنسی هومواروتیک، یا با جنس مؤنث، که در اصطلاح به آن شوتای مستقیم گفته می‌شود. معادل این واژه برای مخاطبان مؤنث با عنوان لولیکون، به معنی میل جنسی به دختران جوان می‌باشد.

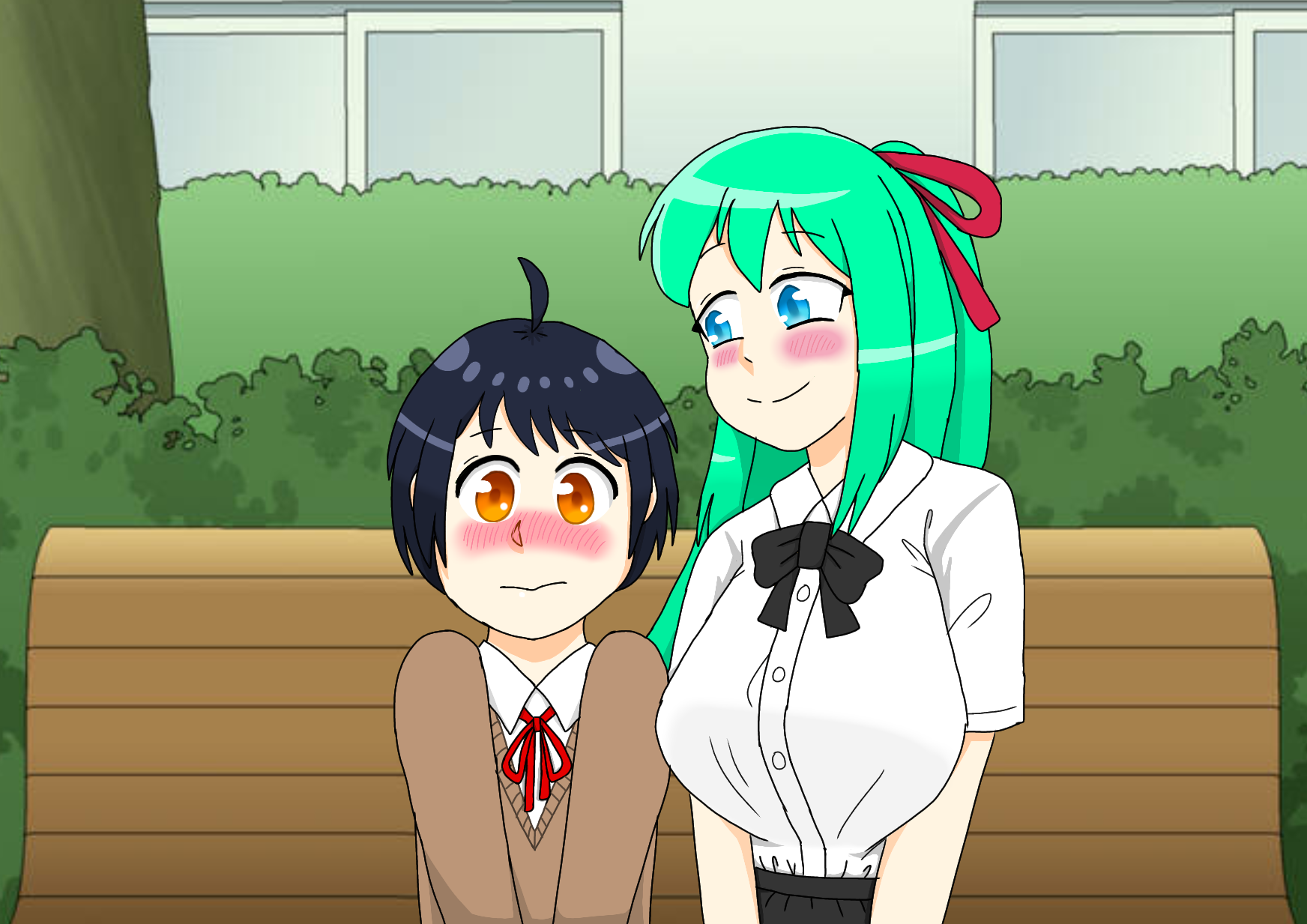
تصویری از دو شخصیت با تمایلات شوتوکون

استفاده از این اصطلاح در هر دو فرهنگ طرفداران غربی و ژاپنی شامل آثاری می‌شود که از صراحتاً پورنوگرافی تا وسوسه‌انگیز ملایم، عاشقانه یا در موارد نادر کاملاً غیرجنسی را شامل می‌شود، که در این صورت معمولاً به عنوان شوتاکون «واقعی» طبقه‌بندی نمی‌شود. همانند لولیکون، شوتاکون با مفاهیم کاوایی (بانمک) و موئه (که در آن شخصیت‌ها به شکلی جوان، بامزه یا درمانده به منظور افزایش هویت خواننده و القای احساسات محافظه‌کارانه ارائه می‌شوند) مرتبط است. بدین سبب، موضوعات و شخصیت‌های شوتاکون در انواع مختلف برای رسانه‌های کودکان استفاده می‌شود. عناصر شوتاکون، مانند یائویی، در دستهٔ مانگاهای شوجو نسبتاً رایج هستند، مانند مانگای محبوب و ترجمه شده لاولس، که نشان دهنده یک رابطه شهوانی اما نافرجام بین قهرمان اصلی داستان پسری ۱۲ ساله و یک مرد بیست ساله است، یا شخصیت به ظاهر جوان هانی در سری مانگای میزبان باشگاه دبیرستان اوران. مانگای سینن، که در درجه نخست اوتاکو را هدف قرار می‌دهد، گاهی اوقات مردان نوجوان وابسته به عشق شهوانی را در زمینه‌ای غیر مستهجن ارائه می‌کند، مانند یوشینوری «یوکی» ایکه‌دا پسر ۱۴ ساله مبدل‌پوش در مجموعه یوبیساکی میلک تی.
برخی از منتقدان ادعا می‌کنند که ژانر شوتاکون به سوءاستفاده جنسی از کودکان کمک می‌کند، حال آنکه برخی دیگر ادعا می‌کنند که هیچ مدرکی برای این موضوع وجود ندارد، یا اینکه شواهدی بر خلاف آن وجود دارد.